# Амарилдо
Амарилдо (енгл. Amarildo; Кампос дос Гојтаказес, 29. јул 1939) бивши је бразилски фудбалер.

## Kаријера
Каријера Амарилда трајала је од 1957. до 1974. године. Играо је за Гојтацаз, Фламенго, Ботафого и Васко да Гаму, а у Италији за Милан, Фјорентину и Рому. Освојио је куп Италије 1967. са Миланом, а италијанску титулу 1969. са Фјорентином.

## Репрезентативна каријера
Играо је двадесет и три пута за репрезентацију Бразила, између априла 1961. и јуна 1966, а освојио је светско првенство 1962. као замена за повређеног Пелеа. Дао је осам голова.

## Каријера тренера
Постао је главни тренер фудбалског клуба Америка 24. јануара 2008. године. Био је главни тренер Волта Редонда 26. јануара 2008. године. Победили су Америку са 4:2. Отпустио га је управни одбор након што је тим водио само недељу дана.

## Награде и титуле

### Клубови

#### Ботафого
- Серија А Бразила: 1962.
- Турнир у Сао Паулу: 1962.
- Интернационални клуб шампиона: 1962.
- Шампионат Кариока : 1961, 1962.
- Турнир у Паризу: 1963.

#### Милан
- Куп Италије: 1966—67.

#### Фјорентина
- Серија А: 1968—69.

#### Васко да Гама
- Серија А Бразила: 1974.

### Међународни

#### Бразил
- Светско првенство: 1962.

### Индивидуалне
- Играч турнира у Паризу: 1963.
- Стрелац светског првенства: 1963.
- Стрелац бразилског првенства: 1962.
- Стрелац турнира у Сао Пауло: 1962.
- Стрелац меча државног клуба шампиона: 1962.
- Стрелац међународних клубова: 1962.
- Најбољи стрелац државног првенства: 1961.
- Стрелац међународног турнира у Костарики: 1961.